# Kumbia Kings Live
Kumbia Kings Live  es un álbum en vivo y décimo álbum del grupo mexicano-estadounidense A.B. Quintanilla y Los Kumbia Kings y el primer álbum en vivo del músico mexicano-estadounidense A.B. Quintanilla. Fue lanzado el 4 de abril de 2006 por EMI Latin. El concierto se llevó a cabo el 30 de abril de 2005 en la Arena Monterrey en Monterrey, Nuevo León, México. La canción "Pachuco" es una grabación de estudio que se lanzó como sencillo para promocionar el álbum. Un DVD del concierto también fue lanzado.

## Lista de canciones
| N.º | Título                    | Escritor(es) | Duración |  |
| 1.  | «Intro - Time to Shine»   | | 0:50     |  |
| 2.  | «Baila Esta Kumbia»       | A.B. Quintanilla III, Pete Astudillo                                                                                                  | 3:51     |  |
| 3.  | «Boom Boom»               | A.B. Quintanilla III, Cruz Martínez, Luigi Giraldo                                                                                    | 3:23     |  |
| 4.  | «Te Quiero a Ti»          | A.B. Quintanilla III, Ricky Vela | 4:15     |  |
| 5.  | «Desde Que No Estás Aquí» | A.B. Quintanilla III, Luigi Giraldo                                                                                                   | 6:08     |  |
| 6.  | «Insomnio»                | A.B. Quintanilla III, Luigi Giraldo, Chris Pérez                                                                                      | 5:41     |  |
| 7.  | «No Tengo Dinero»         | Juan Gabriel | 5:31     |  |
| 8.  | «Sabes a Chocolate»       | Carlos Villa De La Torre, Alejandro Monroy Fernández                                                                                  | 3:41     |  |
| 9.  | «Na Na Na (Dulce Niña)»   | A.B. Quintanilla III, Cruz Martínez, Luigi Giraldo                                                                                    | 4:05     |  |
| 10. | «Mi Gente»                | A.B. Quintanilla III, Asdru Sierra, Jiro Yamaguchi, Raúl Pacheco, Justin Poree, Luigi Giraldo, Nir Seroussi                           | 5:34     |  |
| 11. | «Fuiste Mala»             | A.B. Quintanilla III, Cruz Martínez, Ricky Vela                                                                                       | 4:07     |  |
| 12. | «Azúcar»                  | A.B. Quintanilla III, Luigi Giraldo, Edward Palmieri                                                                                  | 6:44     |  |
| 13. | «Reggae Kumbia»           | A.B. Quintanilla III, Vico C | 3:30     |  |
| 14. | «Fuego»                   | A.B. Quintanilla III, Cruz Martínez, Luigi Giraldo, Jerry Bloodrock, Selite Evans, Richard Fowler, Charles Pettiford, Gregory Wigfall | 3:55     |  |
| 15. | «Shhh!»                   | A.B. Quintanilla III, Cruz Martínez, Luigi Giraldo                                                                                    | 5:18     |  |
| 16. | «Pachuco»                 | Lobito, Sax, Aldo, Pacho, Roco, Tiki                                                                                                  | 3:45     |  |

## Personal
Kumbia Kings
- A.B. Quintanilla III – bajo, coros, productor, compositor
- Fernando "Nando" Domínguez III – voz
- Frankie "Pangie" Pangelinan – voz
- Abel Talamántez – voz
- Irvin "Pee Wee" Salinas – voz
- Anthony "Nino B" López – bailarín, coros
- Juan Jesús "JP" Peña – bailarín, coros
- Cruz Martínez – teclados, productor, composito
- Chris Pérez – guitarra
- Jorge "Pekas" Caballero – percusión, congas
- Ronnie "Campa" Delgado – timbales
- Robert "BoBBo" Gomez III – teclados
- "El Animal" Noe "Gipper" Nieto Jr. – acordeón, coros
- Robert "Robbie" Del Moral – batería

## Posicionamiento en listas
| Listas (2006)                               | Mejor posición |
| ------------------------------------------- | -------------- |
| Estados Unidos (Billboard Top Latin Albums) | 18             |
| Estados Unidos (Billboard Latin Pop Albums) | 8              |
| México (AMPROFON)                           | 9              |

| Lista (2006)      | Posición |
| ----------------- | -------- |
| México (AMPROFON) | 68       |